# Увертюра
Увертю́ра (фр. ouverture от лат. apertura «открытие; начало») — развёрнутая пьеса, инструментальное вступление к театральному спектаклю, чаще музыкальному (опере, балету, оперетте), но иногда и к драматическому, а также к вокально-инструментальным произведениям — кантатам и ораториям или к инструментальным пьесам сюитного типа. Начиная с XX века такого рода музыкальные вступления нередко предваряют и кинофильмы.
Особой разновидностью увертюры является жанр симфонической музыки, появившийся в XIX веке, — концертная пьеса, исторически также связанная с музыкальным театром.

## История термина
Термин «увертюра» утвердился во второй половине XVII века во Франции, но повсеместное распространение получил далеко не сразу. Уже в самых ранних операх присутствовали инструментальные эпизоды: вступления к каждому акту, звукоизобразительные картины, развернутые танцевальные интермедии; со временем инструментальные эпизоды, вынесенные за рамки спектакля, превратились в относительно развитое и завершённое произведение, предваряющее действие, но первоначально за ним закрепилось название «симфония». В некоторых странах оно сохранялось вплоть до конца XVIII века: ещё В. А. Моцарт в 1791 году называл «симфонией» увертюру к своей «Волшебной флейте».

## История оперной увертюры
Первой увертюрой принято считать токкату в опере Клаудио Монтеверди «Орфей», написанной в 1607 году. Фанфарная музыка этой токкаты переносила в оперу давно сложившуюся в драматическом театре традицию начинать представление призывными фанфарами. В Италии в XVII веке вошло в обычай начинать оперу небольшой по объёму канцоной или синфонией — таким образом начала складываться увертюра итальянского типа.

### Французская увертюра
В XVII веке в западноевропейской музыке сложились два типа оперных увертюр. Венецианская состояла из двух частей — медленной, торжественной и быстрой, фугированной; этот тип увертюры впоследствии получил развитие во французской опере, её классические образцы, и уже трёхчастные (крайние части в медленном движении, средняя — в быстром), создал Ж.-Б. Люлли. В первой половине XVIII века «французские» увертюры встречались по всей Европе, кроме Италии, в том числе в сочинениях немецких композиторов — И. С. Баха, Г. Ф. Генделя, Г. Ф. Телемана, не только в операх, кантатах и ораториях, но и в инструментальных сюитах; увертюрой при этом иногда назывался весь сюитный цикл.
Как музыкальная форма французская увертюра впервые появляется в придворном балете (ballet de cour). Двухчастная форма под названием Ouverture в балете известна с 1640 года. Она представляет собой противопоставление двух старинных танцев, отличающихся друг от друга по характеру и довольно часто исполнявшихся друг за другом: паваны (медленного вступления) и гальярды (быстрого движения), символически увертюра представляла церемониал выхода монарха со свитой. Её вступление подобно маршу, ритмичному началу которого противостоит оживлённое фугированное завершение. Увертюра часто сопровождалась серией танцевальных мелодий перед поднятием занавеса и часто исполнялась и после пролога, чтобы предварить собственно действие. Так в опере Люлли «Тесей» увертюра начинает и завершает пролог оперы. У Люлли встречаются и медленные заключения увертюры: две части, выдержанные в «торжественном» духе, разделены между собой второй оживлённой. При этом медленные части увертюры написаны для пяти голосов — возможно, здесь сказалось влияние мадригальной музыки — с увеличенными наполовину длительностями. Завершающая медленная часть у Люлли чаще отличается от первой.
Французская увертюра использовалась в английской опере, например в «Дидоне и Энее» Генри Перселла. Французскому стиль увертюры встречается в произведениях композиторов позднего барокко, таких как Иоганн Себастьян Бах, Георг Фридрих Гендель и Георг Филипп Телеман. Этот стиль чаще всего используется в прелюдиях к сюитам и встречается в вокальных произведениях, таких как кантаты, например, в первом припеве кантаты Баха Nun komm, der Heiden Heiland, BWV 61. Гендель также использует французскую увертюру, например, в «Юлии Цезаре».
Значительный вклад в развитие французской увертюры внёс Жан-Филипп Рамо. В его первой музыкальной трагедии «Ипполит и Арисия», написанной для Королевской оперы, музыка увертюры образно связывается с содержанием самого произведения. При сохранении чередования частей, введённого Люлли, увертюра «Ипполита и Арисии» отражала конфликт двух главных героев драмы: Федры и Ипполита.
В середине XVIII века французский тип увертюры уже считался не отвечавшим запросам времени, а итальянская увертюра захватила первенство, получив развитие в произведениях таких композиторов, как Гендель, Хассе, Галуппи и Йоммелли.

### Неаполитанская увертюра
Неаполитанский тип увертюры, введённый Алессандро Скарлатти в 1681 году, состоял из трёх частей: 1-я и 3-я писались быстром темпе (аллегро), 2-я — в медленном (адажио или анданте). Именно эта форма, заимствованная у скрипичной сонаты и получившая название «итальянской», постепенно стала доминирующей.
Функции оперной увертюры уже в первой половине XVIII века вызывали споры; не всех устраивал её преимущественно развлекательный характер (исполняли увертюру обычно в то время, когда публика ещё только заполняла зрительный зал). Требование идейной и музыкально-образной связи увертюры с самой оперой, выдвинутое авторитетными теоретиками И. Маттезоном, И. А. Шайбе и Ф. Альгаротти, некоторым композиторам, в том числе Г. Ф. Генделю и Ж. Ф. Рамо, в той или иной мере удалось осуществить. Но настоящий перелом наступил во второй половине столетия.

### Реформа Глюка

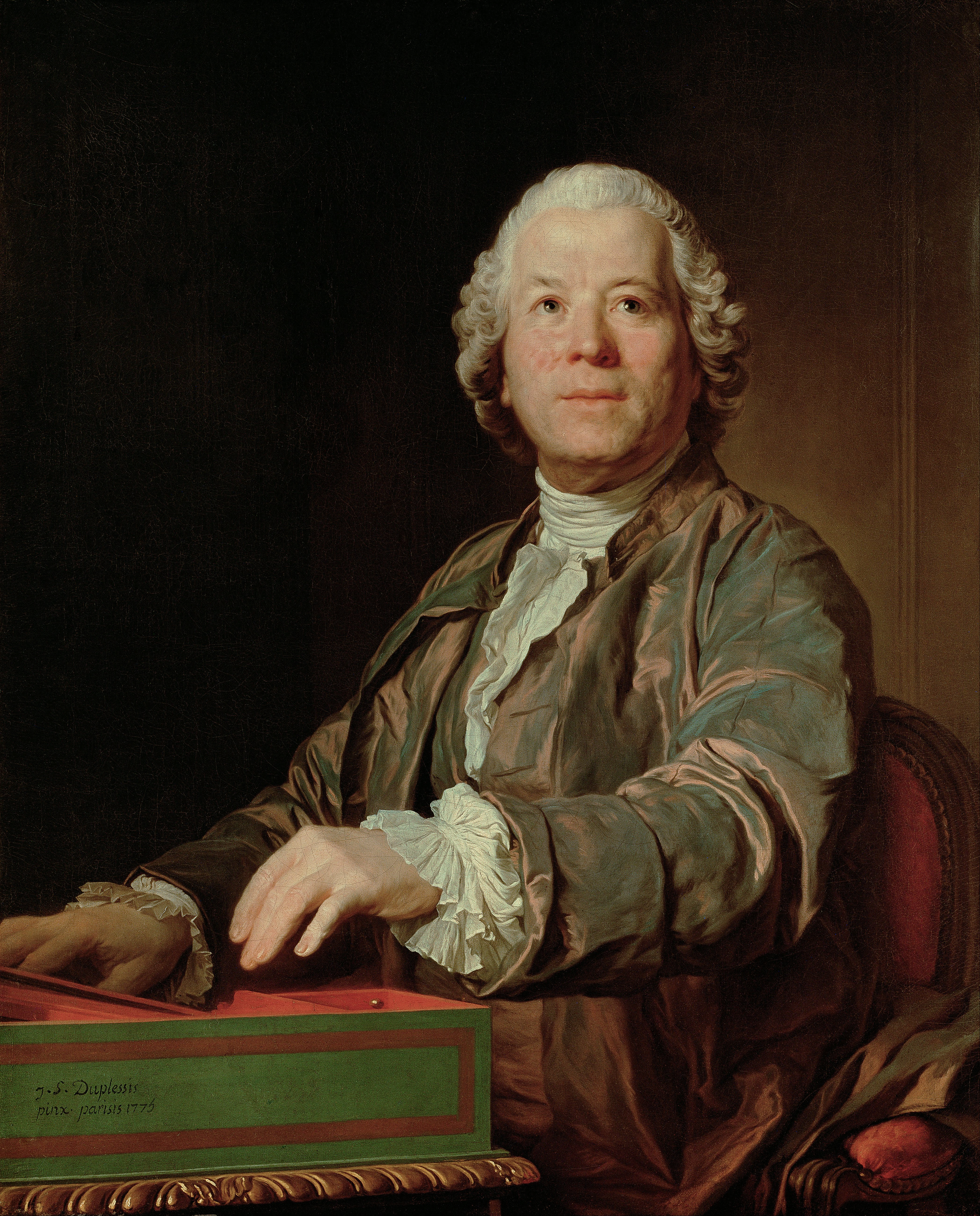
Кристоф Виллибальд Глюк, портрет работы Ж. Дюплесси

Симфония, развившаяся из оперной увертюры неаполитанского типа, во второй половине XVIII века уже сама оказывала влияние на музыкальный театр; сонатно-симфонический принцип развития, утвердившийся в мангеймской симфонии, в оперу впервые перенёс К. В. Глюк, считавший, что увертюра должна быть «вступительным обзором содержания» оперы. В сонатной форме, с её тремя основными разделами — экспозицией, разработкой и репризой, воплотилась художественная логика классической драмы: завязка, развитие действия и развязка, — именно в такой форме Глюк представил в увертюре содержание своей оперы «Альцеста», написанной в 1767 году.
В реформаторских операх Глюка циклическая (трёхчастная) форма уступила место одночастной увертюре, призванной передать характер основного конфликта драмы и её господствующий тон; иногда увертюру предваряло короткое медленное вступление. Эта форма была воспринята и последователями Глюка — Антонио Сальери и Луиджи Керубини. Уже в конце XVIII века в увертюре иногда использовались музыкальные темы самой оперы, как, например, в «Ифигении в Авлиде» Глюка, «Похищении из сераля» и «Дон Жуане» В. А. Моцарта; но широкое распространение этот принцип получил лишь в XIX веке.
Ученик Сальери и последователь Глюка Л. ван Бетховен усилил тематическую связь увертюры с музыкой оперы в своём «Фиделио», — таковы его «Леонора № 2» и «Леонора № 3»; тому же принципу программной, по сути, увертюры он следовал и в музыке к театральным постановкам (увертюры «Кориолан» и «Эгмонт»).

### Оперная увертюра в XIX веке
Опыт Бетховена получил своё дальнейшее развитие в творчестве немецких романтиков, которые не просто насыщали увертюру тематизмом оперы, но и отбирали для неё наиболее важные музыкальные образы, у Р. Вагнера и его последователей, в том числе у Н. А. Римского-Корсакова, — лейтмотивы. Порою композиторы стремились привести симфоническое развитие увертюры в соответствие с развёртыванием оперного сюжета, и тогда она превращалась в относительно самостоятельную «инструментальную драму», как увертюры к «Вольному стрелку» К. М. Вебера, «Летучему голландцу» или «Тангейзеру» Р. Вагнера.
При этом итальянские композиторы, как правило, отдавали предпочтение старому типу увертюры, порою до такой степени не связанной ни с музыкальным тематизмом, ни с сюжетом, что Дж Россини мог в одной своей опере использовать увертюру, сочинённую для другой, как это было, например, с «Севильским цирюльником». Хотя и здесь бывали исключения, такие как увертюры к операм «Вильгельм Телль» Россини или «Сила судьбы» Дж. Верди, с образцовым вагнеровским лейтмотивом.
Но уже во второй половине столетия в увертюре идею симфонического пересказа содержания оперы постепенно вытесняло стремление подготовить слушателя к её восприятию; даже Р. Вагнер в конце концов отказался от развёрнутой программной увертюры. На смену ей пришло более лаконичное и уже не основанное на сонатных принципах вступление, связанное, как, например, в «Лоэнгрине» Р. Вагнера или «Евгении Онегине» П. И. Чайковского, с образом лишь одного из персонажей оперы и выдержанное, соответственно, в одном характере. Такие вступительные части, обычные в том числе и в операх Дж. Верди, уже и назывались не увертюрами, а вступлениями, интродукциями или прелюдиями. Аналогичное явление наблюдалось и в балете, и в оперетте.
Если в конце XIX века с новой формой вступления ещё соперничали увертюры, выдержанные в сонатной форме, то в XX столетии последние встречались уже крайне редко.

## Концертная увертюра
Оперные увертюры, которые в то время ещё чаще называли «симфониями», на рубеже XVII и XVIII веков нередко исполнялись и вне музыкального театра, в концертах, что способствовало их превращению, уже в первой трети XVIII века (около 1730 года), в самостоятельный вид оркестровой музыки — симфонию в современном понимании.
Увертюра как жанр симфонической музыки получила распространение в эпоху романтизма и своим возникновением была обязана эволюции оперной увертюры — тенденции насыщения инструментального вступления тематизмом оперы, превращения его в программное симфоническое произведение.
Концертная увертюра — всегда сочинение программное. Ещё на рубеже XVIII и XIX веков появились увертюры прикладного характера — «праздничные», «торжественные», «юбилейные» и «приветственные», приуроченные к конкретному торжеству. В России увертюры Дмитрия Бортнянского, Евстигнея Фомина, Василия Пашкевича, Осипа Козловского стали важнейшим источником симфонической музыки.
В увертюрах прикладного характера использовался простейший — обобщённый, внесюжетный — тип программы, выраженной в названии. Встречался он и во многих сочинениях, не подразумевавших прикладную функцию, — например, в увертюрах Феликса Мендельсона «Гебриды» и «Морская тишь и счастливое плавание», в Трагической увертюре Иоганнеса Брамса, В эпоху романтизма широкое распространение получили симфонические произведения, в том числе и увертюры, с обобщенно-сюжетным и последовательно-сюжетным (отличающимся большей сюжетной конкретизацией) типом программы. Таковы, например, увертюры Гектора Берлиоза («Уэверли», «Король Лир», «Роб Рой» и другие), «Манфред» Роберта Шумана, «1812 год» П. И. Чайковского. В свою «Бурю» Берлиоз включил хор, но здесь, как и в увертюрах-фантазиях Чайковского «Гамлет» и «Ромео и Джульетта», концертная увертюра уже перерастала в другой любимый романтиками жанр — симфоническую поэму.
В XX веке концертные увертюры сочиняли значительно реже; одна из наиболее известных — Праздничная увертюра Дмитрия Шостаковича.